# Stójka (ubiór)
Stójka – odmiana stojącego kołnierza okrywającego szyję na całym jej obwodzie lub znacznej części obwodu, typowy m.in. w tradycyjnych strojach huculskich, białoruskich, także chińskich (w języku angielskim nazywa się on „kołnierzem mandaryńskim”).

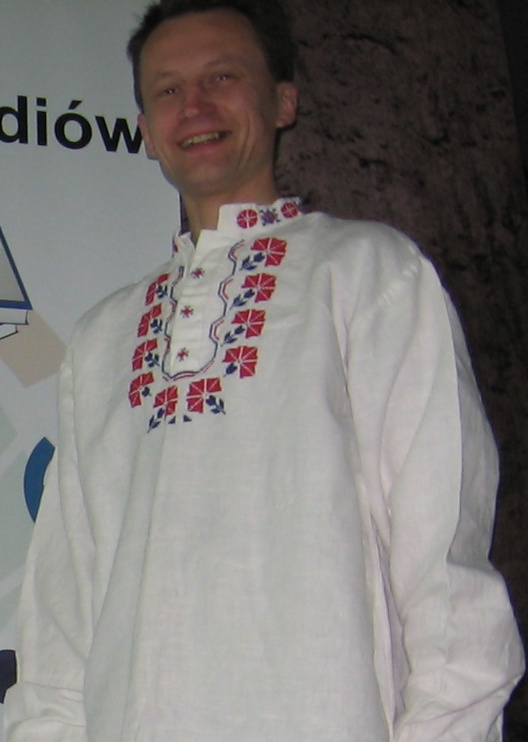
Stójka w koszuli o kroju białoruskim
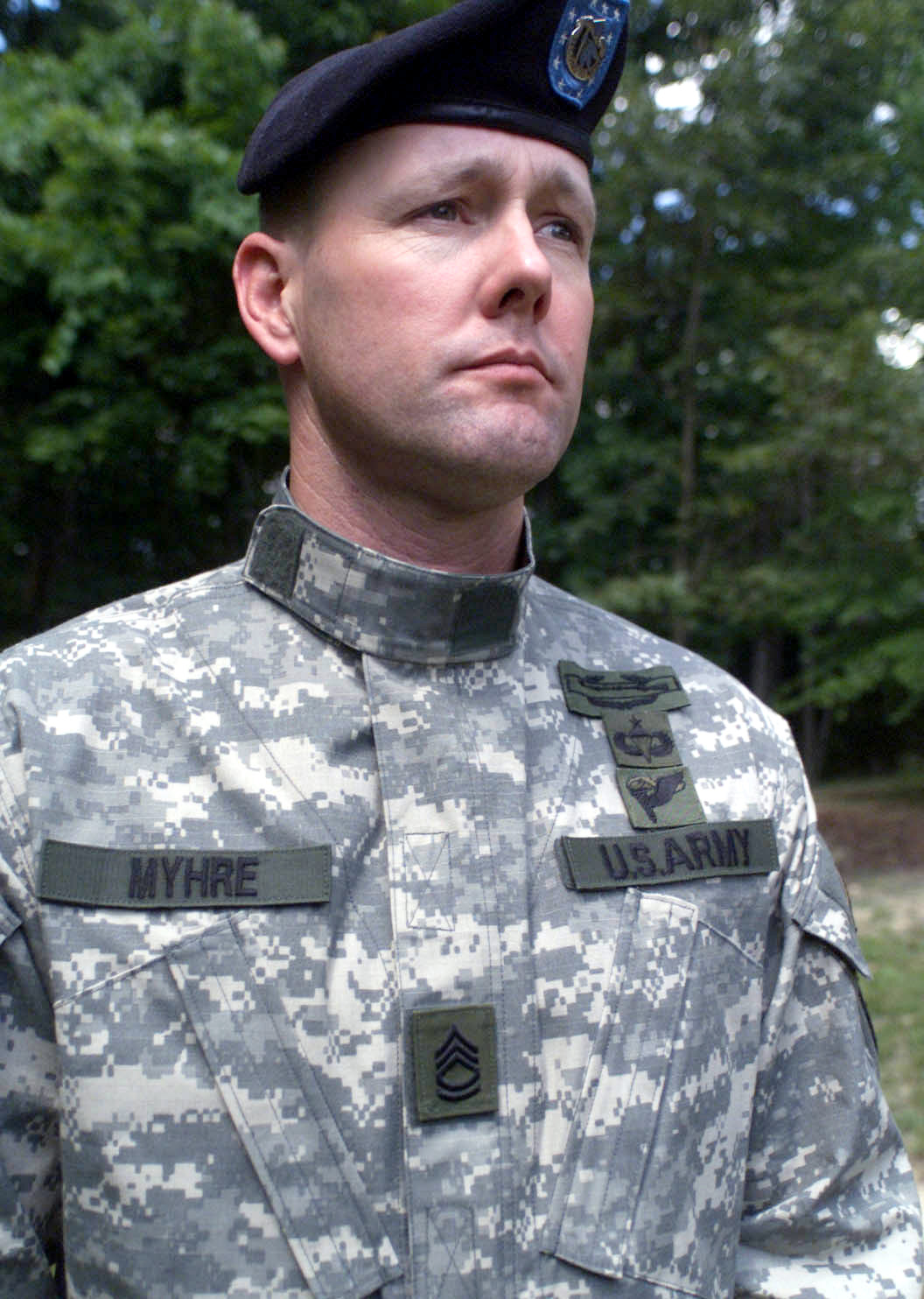
Kołnierz typu stójka w mundurze wojskowym